# Мисси-о-Буа
Мисси́-о-Буа́ (фр. Missy-aux-Bois) — коммуна во Франции, находится в регионе Пикардия. Департамент коммуны — Эна. Входит в состав кантона Суасон-2. Округ коммуны — Суасон.
Код INSEE коммуны — 02485.

## Население
Население коммуны на 2010 год составляло 108 человек.
| 1962 | 1968 | 1975 | 1982 | 1990 | 1999 | 2010 |
| ---- | ---- | ---- | ---- | ---- | ---- | ---- |
| 110  | 104  | 104  | 107  | 107  | 102  | 108  |

## Экономика
В 2010 году среди 67 человек трудоспособного возраста (15—64 лет) 53 были экономически активными, 14 — неактивными (показатель активности — 79,1 %, в 1999 году было 77,3 %). Из 53 активных жителей работали 45 человек (25 мужчин и 20 женщин), безработных было 8 (3 мужчин и 5 женщин). Среди 14 неактивных 7 человек были учениками или студентами, 5 — пенсионерами, 2 были неактивными по другим причинам.